# Tibellus californicus
Tibellus californicus är en spindelart som beskrevs av Schick 1965. Tibellus californicus ingår i släktet Tibellus och familjen snabblöparspindlar. Inga underarter finns listade i Catalogue of Life.